# Eremochroa
Eremochroa är ett släkte av fjärilar. Eremochroa ingår i familjen nattflyn.
Kladogram enligt Catalogue of Life:
| Eremochroa | \| \| Eremochroa alphitias \| \| \| \| \| \| Eremochroa macropa \| \| \| \| \| \| Eremochroa paradesma \| \| \| \| \| \| Eremochroa psammias \| \| \| \| \| \| Eremochroa thermidora \| \| \| \| |
|            | \| \| Eremochroa alphitias \| \| \| \| \| \| Eremochroa macropa \| \| \| \| \| \| Eremochroa paradesma \| \| \| \| \| \| Eremochroa psammias \| \| \| \| \| \| Eremochroa thermidora \| \| \| \| |
|            | Eremochroa alphitias |
|            | |
|            | Eremochroa macropa |
|            | |
|            | Eremochroa paradesma |
|            | |
|            | Eremochroa psammias |
|            | |
|            | Eremochroa thermidora |
|            | |